# Fogom
Fogom est une localité du Cameroun située dans la commune de Roua, le département du Mayo-Tsanaga et la Région de l'Extrême-Nord, dans les monts Mandara, à proximité de la frontière avec le Nigeria.

## Population
En 1962, Fogom comptait 809 habitants, puis 746 en 1966-1967, des Mafa. 
Lors du recensement de 2005, on y dénombrait 3 526 personnes. En 2011, le Plan communal de développement (PCD) de la commune de Roua avance le chiffre de 5 500.